# EspañaDuero
EspañaDuero, nombre comercial del Banco de Caja España de Inversiones, Salamanca y Soria, S. A., fue un banco español creado en 2011 por Caja España-Duero para desarrollar su actividad financiera. El 28 de marzo de 2014, Unicaja Banco culminó su compra convirtiéndolo en una filial.
El 26 de enero de 2018, los consejos de administración de Unicaja Banco y de EspañaDuero aprobaron el proyecto común de fusión por absorción de EspañaDuero por Unicaja Banco. El 21 de septiembre de 2018, se inscribió en el Registro Mercantil la escritura de la fusión por absorción de EspañaDuero por Unicaja Banco.
En las oficinas procedentes de EspañaDuero situadas en Castilla y León, que mantenían las marcas "Caja España" y "Caja Duero", se utiliza el nombre de "Unicaja Banco" de manera destacada y "EspañaDuero" ha quedado como segunda marca. En las oficinas procedentes de EspañaDuero situadas en el resto de España, que también mantenían las marcas "Caja España" y "Caja Duero", se sustituyeron por la marca "Unicaja Banco".

## Historia
El Consejo de Administración de Caja España-Duero aprobó el 28 de julio de 2011 la segregación de la actividad financiera y sus activos en favor del Banco de Caja España de Inversiones, Salamanca y Soria, S.A.U. (más tarde, Banco de Caja España de Inversiones, Salamanca y Soria, S.A.)
Este acuerdo fue posteriormente ratificado por la Asamblea General de Caja España de Inversiones, Salamanca y Soria, Caja de Ahorros y Monte de Piedad (Caja España-Duero). De esta manera, acordó en su sesión del 5 de septiembre de 2011 la creación de un banco para el ejercicio indirecto de su actividad financiera. Todos los activos de la caja fueron segregados al banco, a excepción de la Obra Social y el Monte de Piedad.
El Banco de Caja España de Inversiones, Salamanca y Soria S.A.U. se constituyó ante notario el 24 de noviembre de 2011.
El nuevo banco sería conocido por Banco CEISS, aunque se mantuvieron las marcas comerciales de las antiguas Caja España y Caja Duero en sus oficinas.

### Integración en Unicaja Banco
La Asamblea General de Caja España-Duero aprobó la fusión con Unicaja el 26 de septiembre de 2011.
En diciembre de 2012, el proceso de fusión llevaba más de un año de retraso. La única opción que tenía Banco CEISS para evitar la nacionalización pasaba por la fusión con Unicaja Banco. Ante esta nueva situación, la intención de la entidad malagueña era hacerse con al menos un 90% de la futura entidad, cuando el acuerdo inicial, alcanzado en verano de 2011, otorgaba una participación del 70% para Unicaja por el 30% para Caja España-Duero.
El 10 de mayo de 2013, la comisión rectora del FROB y la comisión ejecutiva del Banco de España dieron luz verde a la fusión entre Unicaja Banco y CEISS manteniendo el importe del apoyo financiero público de 604 millones de euros que CEISS recibió en forma de bonos contingentes convertibles (cocos).
Se produjo una operación acordeón, en la que se redujo el capital. Esto afectó al antiguo accionista de CEISS (Caja España-Duero), que fue el primero en absorber pérdidas; y a las participaciones preferentes (FROB 1) suscritas por el FROB (525 millones de euros).
El 15 de julio de 2013, Unicaja Banco aprobó iniciar los trámites para lanzar una oferta de compra dirigida a los accionistas y titulares de bonos necesaria y contingentemente convertibles de Banco CEISS. En el supuesto de aceptación total de la oferta, las acciones que se entregarían a los accionistas de Banco CEISS más las que resulten de la conversión de los bonos de Unicaja Banco que se entregarían en el marco de la citada oferta representarían un 26% del capital de Unicaja Banco, después de la adquisición. En caso de conversión parcial, este porcentaje se ajustaría proporcionalmente.
El 11 de octubre de 2013, la junta general de accionistas de Unicaja Banco dio su visto bueno a la oferta que el consejo de administración hizo una semana antes sobre Banco CEISS. El 15 de octubre de 2013, el consejo de administración de CEISS valoró de forma positiva la oferta de adquisición planteada por Unicaja Banco ya que garantizaba la continuidad de CEISS como banco de ámbito regional.
El 27 de noviembre de 2013, se abrió el plazo que los antiguos preferentistas y tenedores de deuda subordinada de Caja España y Caja Duero, bonistas de CEISS, tenían para aceptar la oferta de compra de Unicaja Banco. La oferta estaba sujeta a que fuera aceptada por un mínimo del 75% de las acciones de Banco CEISS y por un mínimo del 75% de la suma de las acciones y los bonos necesaria y contingentemente convertibles de CEISS. No obstante, Unicaja Banco podía dispensar el cumplimiento de esta última condición. Lo que tenían que decidir los bonistas es si para recuperar parte de su dinero aceptaban una fuerte quita inicial, o la rechazaban y se encomendaban a los jueces. Los que aceptaron la oferta podían solicitar en paralelo acudir al proceso de arbitraje que ha abierto el FROB. Podían elegir entre adquirir bonos necesaria y contingentemente convertibles con un tipo de interés anual del 6% hasta que los cambien por acciones de Unicaja Banco, cuya fecha de vencimiento era el 30 de junio de 2016; o bien adquirir bonos perpetuos con una remuneración anual del 4% sobre el valor nominal de los bonos de CEISS. Por otro lado, los que rechazaron la oferta conservarían los bonos de CEISS y la entidad debería convertirlos en acciones de CEISS en 2015 o darles otro instrumento financiero válido. Estos últimos podían optar por ir a los tribunales.
El 20 de enero de 2014, expiró la oferta. Se cumplió la condición de aceptación mínima de las acciones, ya que se alcanzó un 99,39% de las acciones representativas del capital social de Banco CEISS, pero no se cumplió la del conjunto de los valores, ya que se alcanzó un 61,30% de dicho conjunto de acciones y bonos necesaria y contingentemente convertibles de CEISS. Por lo tanto, el FROB modificó el plan de resolución de CEISS. El fondo asumiría el 71% del impacto de la reclamación de titulares de bonos necesaria y contingentemente convertibles de CEISS no aceptantes de la oferta, hasta un máximo de 319 millones de euros (241 millones de euros netos de la compensación que pueda recibir el FROB en virtud del Mecanismo de Compensación), mientras que a CEISS le correspondería el 29% restante. Unicaja Banco se comprometió a renunciar a la segunda condición una vez se obtuvieran todas las autorizaciones necesarias, incluyendo la aprobación definitiva por CEISS, FROB, Banco de España y Sareb de los acuerdos, y la autorización de las autoridades comunitarias.
El 12 de marzo de 2014, la Comisión Europea aprobó los cambios en el plan de reestructuración de Banco CEISS. De esta manera, Banco CEISS se benefició de una nueva garantía de un máximo de 241 millones concedida por el FROB para cubrir el coste de litigios con preferentistas que no han aceptado la oferta de Unicaja Banco. Por otra parte, la cobertura de una garantía existente de 200 millones de euros destinada a los riesgos relacionados con el banco malo (Sareb) se amplió para cubrir los costes de arbitraje de los inversores que sí han aceptado la oferta de Unicaja Banco. El balance de Banco CEISS se reduciría en un 28% entre 2012 y 2016. Además, debería realizar nuevos esfuerzos de reducción de costes centrando sus actividades bancarias en la financiación minorista y a las pymes en sus principales regiones de actividad.
El 21 de marzo de 2014, Unicaja Banco comunicó de modo oficial que absorbería CEISS y lo convertiría en una filial. En total, la entidad castellana ha costado 1.531 millones de euros a los contribuyentes. La fusión de Caja España y Caja Duero recibió 525 millones a través del denominado FROB 1, unas ayudas que se perdieron cuando el fondo de rescate se vio obligado a recapitalizar la entidad con un segundo tramo de ayudas de 604 millones de las autoridades comunitarias (MEDE) a través de bonos convertibles (CoCos). A esta cifra se unen los 160 millones que el FROB se comprometió a aportar para compensar mediante un mecanismo similar al arbitraje a los afectados por las preferentes que aceptaron la oferta de canje de Unicaja Banco, siempre que se demuestre que fueron engañados. El FROB aportaría otros 241 millones como garantía para cubrir las demandas judiciales presentadas por los preferentistas, aunque en este caso por los que no aceptaron el canje. Finalmente, hay que sumar un millón de euros del riesgo Sareb. Estos 402 millones últimos no son una nueva inyección de dinero público en la entidad, sino una garantía.
El 28 de marzo de 2014, Unicaja Banco culminó su compra convirtiendo a Banco CEISS en una filial. Los accionistas y bonistas de CEISS aceptantes de la oferta recibirían como contraprestación las acciones y bonos de Unicaja Banco no más tarde del 2 de abril. Después del canje de los valores aceptantes de la oferta, Unicaja Banco pasó a ser el principal accionista de Banco CEISS con un 99,16% del capital social.
El 30 de abril de 2014, Manuel Azuaga Moreno fue elegido nuevo presidente de Banco CEISS por el consejo de administración de la entidad.
El 25 de junio de 2014, el Consejo de Administración de Banco CEISS acordó la conversión obligatoria total de los Bonos Necesaria y Contingentemente Convertibles por acciones. Tras dicha conversión, Unicaja Banco se convirtió en titular del 60,66% del capital social de Banco CEISS mientras que los titulares de Bonos Necesaria y Contingentemente Convertibles en acciones que no aceptaron la oferta de Unicaja Banco se convirtieron en accionistas de Banco CEISS con un 39,34% de su capital social.

### Nueva etapa
En enero de 2015, los consejos de administración de Unicaja Banco y Banco CEISS aprobaron la adquisición por Unicaja Banco de 30 oficinas a su filial Banco CEISS.
El 16 de octubre de 2015, se presentó la marca comercial EspañaDuero, dando continuidad a las denominaciones históricas de las entidades que se fusionaron e incorporando el color verde de Unicaja Banco, grupo en el que se encuentra integrada la entidad. Asimismo, la entidad pasó a denominarse EspañaDuero en lugar de Banco CEISS; aunque su razón social (Banco de Caja España de Inversiones, Salamanca y Soria, S.A.) se mantuvo.
El 31 de enero de 2016, la entidad cesó sus actividades en Portugal.
El 27 de junio de 2016, el consejo de administración de EspañaDuero nombró a Manuel Muela Martín-Buitrago como nuevo presidente de la entidad.
El 30 de junio de 2016, se produjo el canje de los bonos necesariamente y contingentemente convertibles ("cocos") que estaban en manos de los bonistas particulares de EspañaDuero. Estas personas pasaron a convertirse en accionistas de Unicaja Banco. Se calcula que el canje de estos "cocos", con un valor conjunto de 49 millones de euros, podría suponer para los bonistas particulares una representatividad del 4,5%.
El 31 de agosto de 2017, Unicaja Banco devolvió anticipadamente al Fondo de Reestructuración Ordenada Bancaria (FROB) la totalidad de los 604 millones de euros de ayudas públicas recibidas en forma de capital como obligaciones contingentes convertibles (cocos) por EspañaDuero en 2013, tras obtener las autorizaciones administrativas y adoptados los correspondientes acuerdos sociales. El plazo finalizaba en abril de 2018.
El 20 de diciembre de 2017, Unicaja Banco compró el 12,5% de EspañaDuero que estaba en manos temporalmente del Fondo de Reestructuración Ordenada Bancaria (FROB) por 36,7 millones de euros.

### Absorción por Unicaja Banco
El 26 de enero de 2018, los consejos de administración de Unicaja Banco y de EspañaDuero aprobaron el proyecto común de fusión por absorción de EspañaDuero por Unicaja Banco. Se estimó que los accionistas minoritarios de EspañaDuero afectados por la fusión representarían menos del 3% de su capital a la fecha del canje; mientras que el resto del capital correspondían a acciones de titularidad de Unicaja Banco o autocartera. A raíz de esta operación de fusión, los accionistas minoritarios de EspañaDuero recibirían una acción de Unicaja Banco (de un euro de valor nominal), por cada cinco acciones de EspañaDuero (de 0,25 euros de valor nominal). En consecuencia, este colectivo, una vez finalizada la operación, pasaría a ser titular del 0,4% del capital social de Unicaja Banco.
El 21 de septiembre de 2018, se inscribió en el Registro Mercantil la escritura de la fusión por absorción de EspañaDuero por Unicaja Banco, una vez que el pasado 7 de septiembre habían firmado este documento que suponía la culminación del proceso después de haber obtenido las autorizaciones correspondientes y conforme al proyecto de fusión de los Consejos de Administración de ambas entidades, y aprobado por sus respectivas Junta Generales de Accionistas el pasado mes de abril. Una vez materializada la fusión, se llevó a cabo el canje de las acciones de EspañaDuero en posesión de accionistas minoritarios por acciones de Unicaja Banco, ya que la integración de la plataforma tecnológica e informática de EspañaDuero en la de Unicaja Banco se había producido el 15 de febrero de 2016.

## Red de oficinas
A fecha de la fusión por absorción con Unicaja Banco, EspañaDuero contaba con 604 oficinas, 655 cajeros automáticos y aproximadamente 2.500 empleados.